# Josep Maluquer i Montardit
Josep Maluquer i Montardit (Alentorn, 1801- Barcelona, 25 de gener de 1875) fou un advocat i polític català. Fou pare d'Eduard i Josep Maluquer i de Tirrell, avi de Josep Maluquer i Salvador i oncle de Joan Maluquer i Viladot. Es casà amb Joana Tirrell filla del general d'origen irlandès O'Tirrell. Fou alcalde de Barcelona dos cops, el primer entre juny de 1840 i gener de 1841, i el segon d'abril a novembre de 1843.